# Приозерье (Псковская область)
Приозерье — деревня в Логозовской волости Псковского района Псковской области России.
Расположена в 20 км к северо-западу от центра города Пскова и в 17 км к северо-западу от Неёлово.
| 2001 | 2002 | 2010 | 2012 |
| ---- | ---- | ---- | ---- |
| 13   | ↗16  | ↗18  | ↘11  |